# Ritualmagie
Ritualmagie (auch Zeremonialmagie) ist die Ausübung von Ritualen zu magischen Zwecken.
Praktisch alle magischen Traditionen beinhalten ritualisierte Formen der Magie. Diese kann, wie in der hermetischen oder salomonischen Magie, hochkomplex, verbunden mit einem drehbuchartigen Ablauf und vielen vorgeschriebenen Utensilien wie einem Schwert, einem Stab, einer Robe und einer Räucherpfanne und Ähnlichem mehr sein und die magische Praxis zum großen Teil oder vollständig einnehmen, oder wie im Schamanismus oder der Chaosmagie nur eine aufwändigere Form intuitiv-formloser magischer Praktiken sein.
Im Unterschied etwa zu religiösen oder gesellschaftlichen Ritualen werden magische Rituale nicht unbedingt zu festen Anlässen in gleicher oder ähnlicher Form wiederholt, wobei jedoch viele Magier darauf bedacht sind, ihre Rituale zu Zeiten durchzuführen, die nach astrologischen oder kabbalistischen Gesichtspunkten dem erhofften Ziel des ritualmagischen Aktes dienlich sein sollen. Zudem gibt es stets Elemente und Symbole, die innerhalb einer Ritualtradition immer wieder auftauchen, zum Beispiel das Schlagen eines Schutzkreises oder die Anrufung der Elemente. Wie bei religiösen oder gesellschaftlichen Ritualen werden die Rituale der Magie meist an speziellen Orten, einem Tempel oder einem Ort in der Natur, der eine besondere Ausstrahlung haben soll, durchgeführt.